# 22毫米槍榴彈

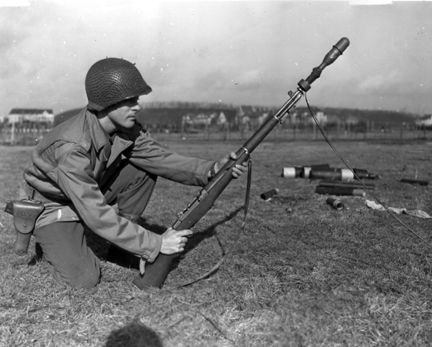
一名美軍官兵使用連接了M7槍榴彈發射器的M1加兰德步枪示範將一枚接有金屬絲或繩索、模擬M9反坦克槍榴彈的22毫米練習用途槍榴彈裝在以上發射的方法。

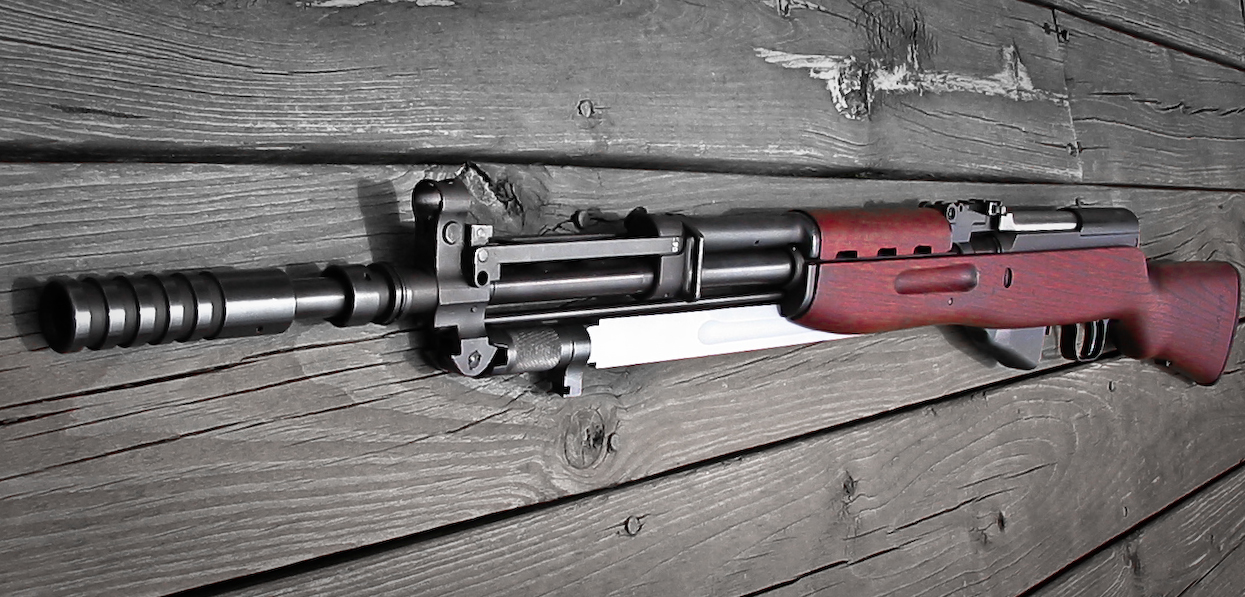
南斯拉夫製造的M59/66（SKS）的22毫米槍榴彈發射器特寫。

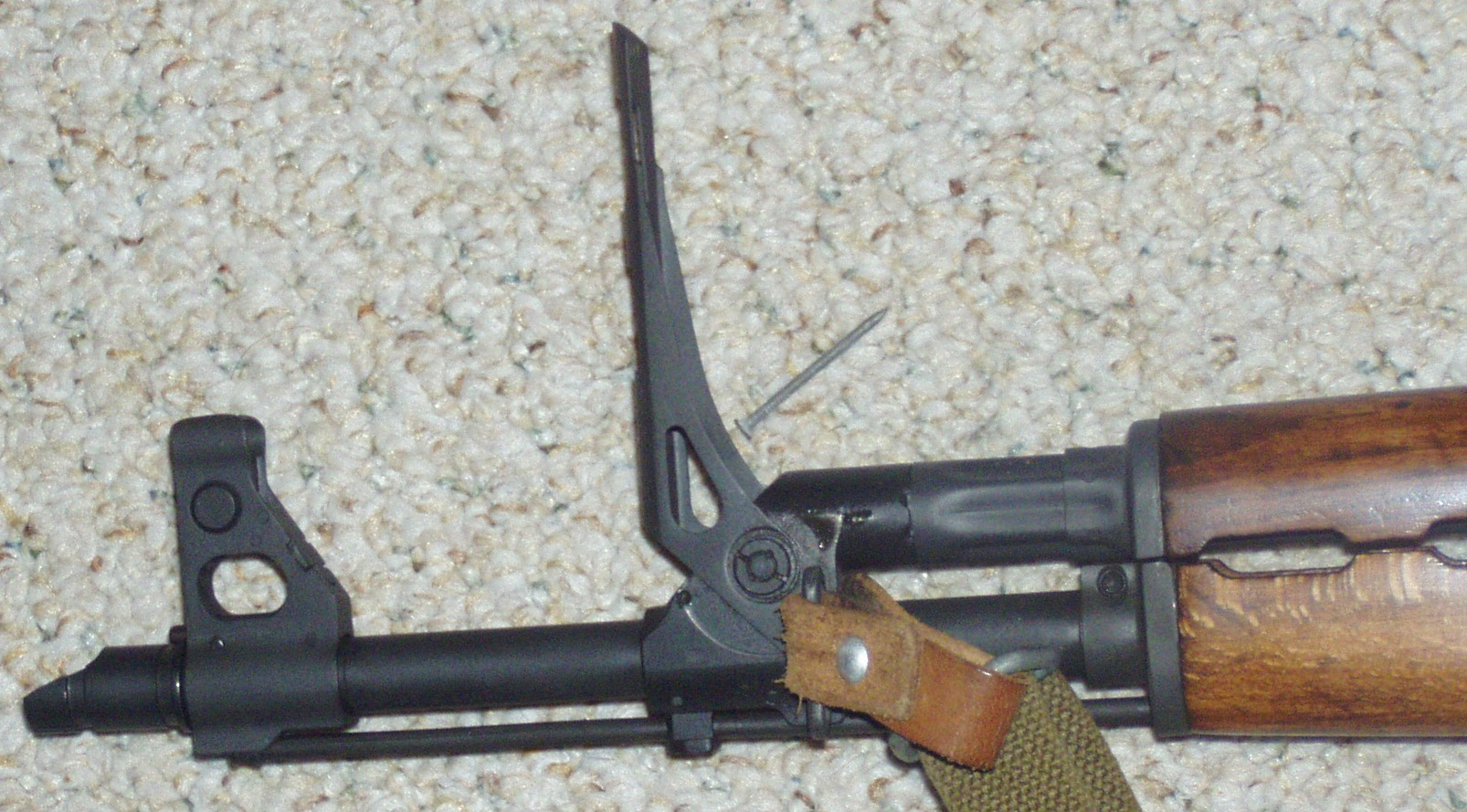
扎斯塔瓦M70以上翻開的內置式槍榴彈瞄準標尺。

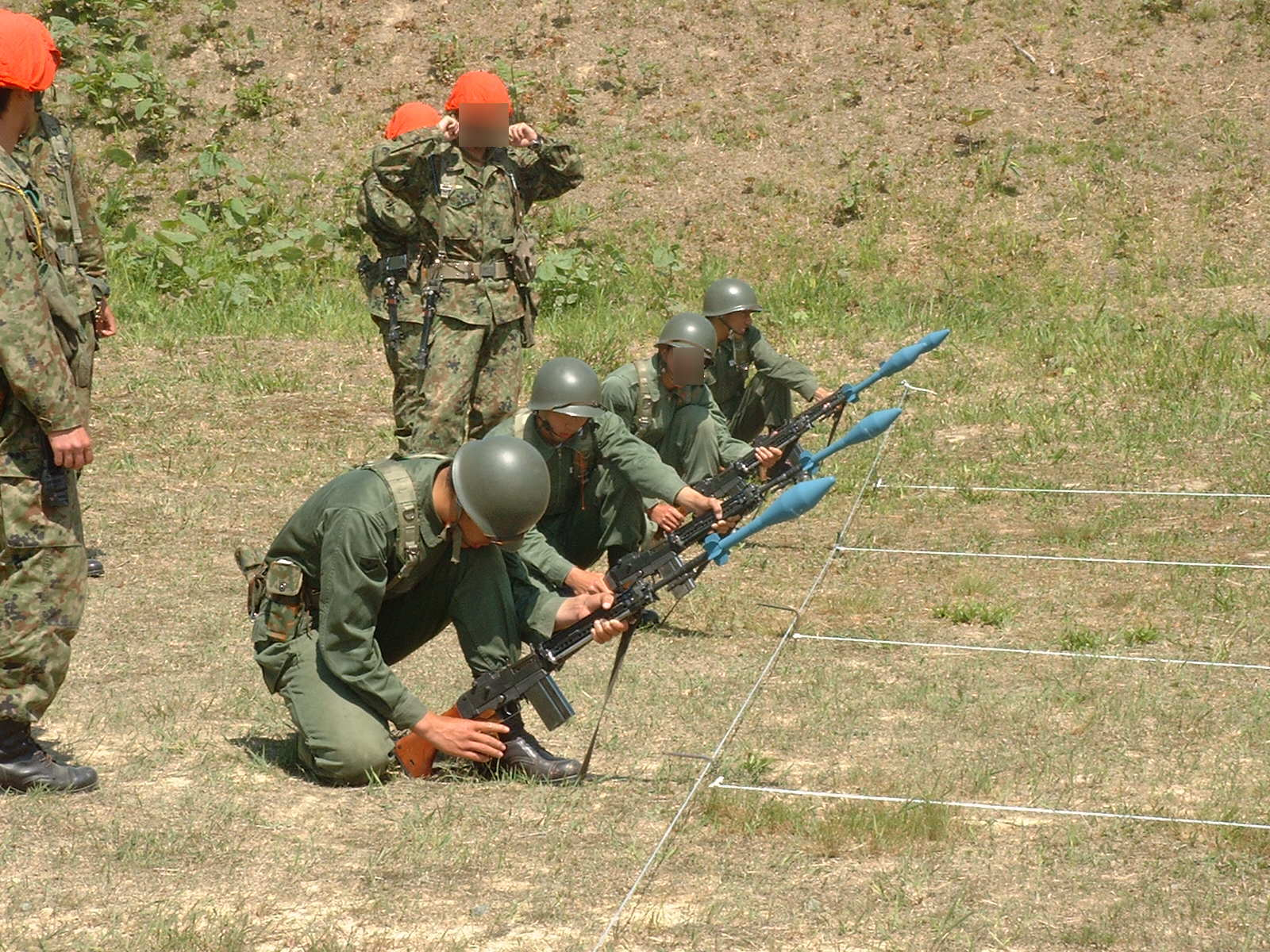
裝填M31訓練彈的豐和64式7.62毫米自動步槍。

22毫米槍榴彈是一種內徑為22毫米的後部尾管式槍榴彈。22毫米的尾管內徑是槍榴彈當中最廣泛使用的標準，並且在後來成為了北大西洋公约组织（縮寫：NATO；法語縮寫為OTAN）的標準。為此，許多步槍的消焰器等膛口裝置的外徑為22毫米，並且適配於這些槍榴彈的操作。

## 描述
22毫米槍榴彈藉由其自帶的後部尾管，插上在設有適當的插口式發射器（無論是整體式消焰器還是可拆卸式槍榴彈發射適配器）的步槍前方的發射機構以上。與大多數槍榴彈一樣，它藉由被裝上的步槍的膛室內所裝填的空包彈所推進。22毫米槍榴彈的範圍廣泛，從強大的反坦克彈到簡單而附有破片榴彈尾翼管到有。“22毫米”所指的是適配於發射器（步槍）的槍榴彈後部尾管的直徑，而不是更寬的彈頭部分的直徑。這亦與目前常見的發射式榴彈，例如美國的40毫米榴彈有所不同；這些榴彈的測量射程更遠，因為它們是從刻劃著膛線的槍管裡發射出來。因此，儘管從尺寸看起來更小巧，但22毫米槍榴彈的威力可以輕易地與40毫米榴彈一樣強大。一枚22毫米槍榴彈就像一具前裝式迫击炮那樣，按照著套管式原理發射出去；其後部尾管作為插口連接到一根直径略小於22毫米的步槍槍管的末端，同時步槍槍口端保持在開放狀態，因而可讓步槍發射的子彈穿過它。槍榴彈由直徑為30至50毫米的重型彈頭部分，與具有輕質空心管的後部所構成。其尾管的內徑為22毫米，只需少許間隙即可裝配於槍口的管狀附件以上，從而形成良優好的氣密性並且提高精度。通常都會具有一系列圍繞著管狀附件周邊而加工的圓環，直到槍榴彈離開發射器（步槍）以前，都會用作導氣擋板以減緩發射時所產生的高壓燃氣洩漏；有時還會形成一個金屬Ｏ形圓環以形成最終密封，並將槍榴彈保持鎖定到位，直到壓力提升至足以推離的高壓。

### 使用方法
為了發射槍榴彈，首先，步槍需要裝填專門用來發射槍榴彈的空包彈。氣動式枪械以上經常會裝有某種可以激活的切斷裝置，藉由封鎖導氣孔從而阻止導氣活塞及其連桿的後座運動，既可排除實彈本身上膛的可能性，亦可防止任何高壓燃氣被導氣箍分流過去氣動組件，進而導致影響槍榴彈的精度和射程。槍榴彈的尾管滑過槍口附件，並且標指其彈身，從而令瞄準標記位於頂部。發射時，步槍與目標對齊、槍托底板與地面接觸（如最上圖所示），並且保持著適當的角度以確保正確的彈道軌跡；這是必須在訓練中學習的技能。這可以藉由眼睛來完成瞄準，就像在最上圖中那樣，但亦有一些步槍，例如M59/66（南斯拉夫製SKS）和扎斯塔瓦M70，已經內建了翻轉式瞄準標尺，藉由其提供的一系列與各段射程相對應的分級，可準確地確定射向目標的射程。步槍與目標對準，而使用者視線穿過瞄準標尺，並且調整角度，直到槍榴彈的尖端的瞄準標記與瞄準具以上的適當射程相匹配。然後扣動扳機，高速燃氣穿過槍管，當它們被裝在槍口末端槍榴彈尾管所阻塞而放慢時，低壓高速氣體會迅速轉化為低速高壓氣體，並且以相對較高的速度迫使槍榴彈離開發射器（步槍），於是它遵循弹道学的弧線飛向目標。槍榴彈不能輕易或安全地直接射向目標，始終必須以弹道学的弧線射擊；而目標越接近，步槍的角度就枱得越高，就像一具迫擊砲一樣。

### 採用
第一批利用22毫米槍榴彈的步槍是美國M1903春田（斯普林菲爾德）手動步槍、M1加蘭德半自动步枪和M1卡宾枪，而這些槍型都需要裝上名為槍榴彈發射器的適配器（分別為M1、M7和M8槍榴彈發射器）。北約成立以後，22毫米槍榴彈獲採用並且成為其制式標準步槍槍榴彈。法國自1956年以來，就開始生產以7.62×51毫米北約口徑彈藥所發射的22毫米槍榴彈。而眾多北約輕兵器，如西德HK G3系列自動步槍，法國MAS-36/51、MAS-49/56和FAMAS，比利時FN FAL、FN FNC，英國SA80以及美國M14、M16／M4等都可無需裝上槍榴彈發射器而直接發射22毫米槍榴彈。這些步槍裝有相同的22毫米螺紋直徑的消焰器和其他附件，並且被民用槍械經銷商稱為“STANAG膛口裝置 ”尺寸。 
兩個非北約成員國：南斯拉夫和西班牙採用了當地生產的步槍，例如南斯拉夫SKS、扎斯塔瓦M70和西班牙CETME系列（在西班牙1982年加入北約以前生產）也適配於發射22毫米槍榴彈。因此，當時他們的武裝部隊分別使用M60槍榴彈和英剎那拿槍榴彈。以色列和挪威都為其毛瑟Kar98k步槍採用了22毫米的適配器。
以色列和挪威都為毛瑟K98k步槍使用了比利時生產的梅卡爾22毫米適配器。梅卡爾亦是該發射器所使用的ENERGA反坦克槍榴彈的生產商。奧地利斯泰爾AUG也支援發射22毫米槍榴彈。

## 典型的彈藥
M9 HEAT槍榴彈
1941年，美军開始使用的高爆反坦克槍榴彈，M1903春田（斯普林菲爾德）、M1加蘭德和M1卡宾枪分別是以M1、M7和M8槍榴彈發射器發射它。
其彈頭直徑為57毫米，重量為600克。在早期型號時，它能夠貫穿51毫米的裝甲，假定射程在大約70公尺。1942年開始，使用的是其改進型M9A1，裝甲貫穿能力幾乎增加了一倍，達到100毫米，而最大射程亦翻倍延伸至230公尺。
M17破片槍榴彈
採用了類似Mk 2手榴彈的彈頭，並且採用觸發引信的高爆彈，相對於用作反裝甲火力的M9槍榴彈，這型號則是用作反人員火力的槍榴彈。同M9槍榴彈，M1903春田（斯普林菲爾德）、M1加蘭德和M1卡宾枪分別是以M1、M7和M8槍榴彈發射器發射它。
其彈頭直徑為57毫米，重量為667克。其最大射程約為180公尺。
ENERGA HEAT槍榴彈
1950年代初，由比利时研製的高爆反坦克槍榴彈。朝鲜战争當中，由於反坦克火力不足而陷於苦戰的經歷，它獲美軍採用並且命名為M28。
最初，M28需要與專用槍榴彈發射器配合使用，直到1952年以後，已可以使用過去常用的M7槍榴彈發射器的改進型進行發射。
M28一直使用直到1960年代初，並且被更新型的M31高爆反坦克槍榴彈和M72 LAW一起的組合所取代，從此結束在美軍的服役歷史。
即使如此，原來的ENERGA改進為超級ENERGA有了改進，目前甚至仍然用在第三世界國家當中。
其彈頭直徑為75毫米，重量為765克。以直角著彈時，對軋壓均質裝甲和混凝土的貫穿力分別是200毫米和500毫米。據說其最大射程為300公尺，有效射程則是大約100公尺。
M31 HEAT槍榴彈
1950年代末，由美國研製的高爆反坦克槍榴彈。它被美軍用以取代以上M28高爆反坦克槍榴彈，並且在保持幾乎相同的有效火力的同時提高了可靠性和便攜性。
其彈頭直徑為66毫米，重量為709克。以直角著彈時，對軋壓均質裝甲和混凝土的貫穿力分別是200毫米和400毫米。最大射程約185公尺，有效射程約115公尺。
APAV40槍榴彈
目前法國陸軍服役的高爆及高爆反坦克兩用槍榴彈。F2型採用彈頭捕捉器並以法國採用的FAMAS用作發射平台。
其彈頭直徑為40毫米，重量為500克。以直角著彈時，對軋壓均質裝甲和混凝土的貫穿力分別是120毫米和360毫米。直接瞄準時最大有效射程約為100公尺（反人員、反器材射擊），間接瞄準時則是320公尺（反人員射擊時）。
AC58槍榴彈
目前法國陸軍服役的高爆反坦克槍榴彈。F2型採用彈頭捕捉器並以法國採用的FAMAS用作發射平台。
其彈頭直徑為58毫米，重量為500克。以直角著彈時，對軋壓均質裝甲和混凝土的貫穿力分別是250毫米和800毫米。有效射程約為100公尺。
06式槍榴彈
由大金工業開發、目前陸上自衛隊服役的高爆反坦克槍榴彈。採用彈頭捕捉器並以自衛隊採用的豐和64式7.62毫米自動步槍與89式5.56毫米突擊步槍用作發射平台。
詳細的性能規格沒有公開，但在開發時的項目評估中，據說其射程是M31高爆反坦克槍榴彈的90％，APAV40槍榴彈的40％，推斷射程介乎於250—350公尺之間。
SIMON破障槍榴彈
以色列拉斐爾先進防禦系統公司所研製，專門用於擊破門扉的特殊用途槍榴彈。
衍生型SIMON 120被美国陆军所採用，並且命名為M100 GREM（GREM，意為：突入型步槍榴彈）。
其彈頭直徑為100毫米，重量為680克（SIMON 150）和620克（SIMON 120）。有效射程為15—30公尺（SIMON 150）和12.5—30公尺（SIMON 120）。

## 資料來源
1. ↑   (PDF): 34–5. 1966  [2020-09-08]. （原始内容存档 (PDF)于2013-03-22）.
2. ↑  .   [2020-09-08]. （原始内容存档于2020-09-13） （挪威语）.